# Święty Paweł w więzieniu
Święty Paweł w więzieniu (niderl. De apostel Paulus in de gevangenis) – obraz holenderskiego malarza Rembrandta Harmenszoona van Rijn; sygnowany u dołu (pośrodku): Rf 1627.

## Opis obrazu
Obraz przedstawia św. Pawła przebywającego w więzieniu. Ukazany został w pozycji siedzącej, z rękopisem na kolanach, z piórem w dłoni i z zadumanym wyrazem twarzy. U jego boku widać jego skromny dobytek; wiele widocznych przedmiotów mają wydźwięk symboliczny i spełniają funkcje narracyjną. Z lewej strony widoczny jest miecz, atrybut św. Pawła, symbol jego męczeństwa; księga na kolanach wskazuje na praktykę misyjną Pawła (w więzieniu według tradycji powstało kilka listów do wiernych m.in. 2. List do Tymoteusza). Rembrandt wykorzystuje światło padające przez zakratowane okno do podkreślenia sylwetki Pawła, jego blask otacza go niczym aureola, ale i też odbija się na ścianie. Sama postać ukazana została w bardzo tradycyjny sposób: z długą brodą i łysą głową. Postać, jak i elementy jego ubrania oraz otaczające go przedmioty zostały przedstawione z dużą dbałością o szczegóły: przykładem mogą być fałdy draperii, strony rękopisu czy sandały na stopach.

## Proweniencja
Obraz znajdował się w kolekcji Lothara Franza graaf von Schönbornga (odnotowany w katalogu z 1719 roku). W 1867 roku został wystawiony na aukcji i zakupiony przez muzeum Staatsgalerie Stuttgart (inv./kat.nr 746).